# Розенвиллер
Розенвиллер (фр. Rosenwiller) — коммуна на северо-востоке Франции в регионе Гранд-Эст (бывший Эльзас — Шампань — Арденны — Лотарингия), департамент Нижний Рейн, округ Мольсем, кантон Мольсем.
Площадь коммуны — 5,5 км², население — 697 человек (2006) с тенденцией к стабилизации: 689 человек (2013), плотность населения — 125,3 чел/км².

## Население
Население коммуны в 2011 году составляло 670 человек, в 2012 году — 680 человек, а в 2013-м — 689 человек.
| 1962 | 1968 | 1975 | 1982 | 1990 | 1999 | 2006 | 2008 | 2011 | 2012 | 2013 |
| ---- | ---- | ---- | ---- | ---- | ---- | ---- | ---- | ---- | ---- | ---- |
| 466  | 493  | 484  | 529  | 533  | 616  | 697  | 680  | 670  | 680  | 689  |

Динамика населения:

## Экономика
В 2010 году из 451 человек трудоспособного возраста (от 15 до 64 лет) 343 были экономически активными, 108 — неактивными (показатель активности 76,1 %, в 1999 году — 73,3 %). Из 343 активных трудоспособных жителей работали 330 человек (174 мужчины и 156 женщин), 13 числились безработными (5 мужчин и 8 женщин). Среди 108 трудоспособных неактивных граждан 43 были учениками либо студентами, 42 — пенсионерами, а ещё 23 — были неактивны в силу других причин.

## Достопримечательности (фотогалерея)

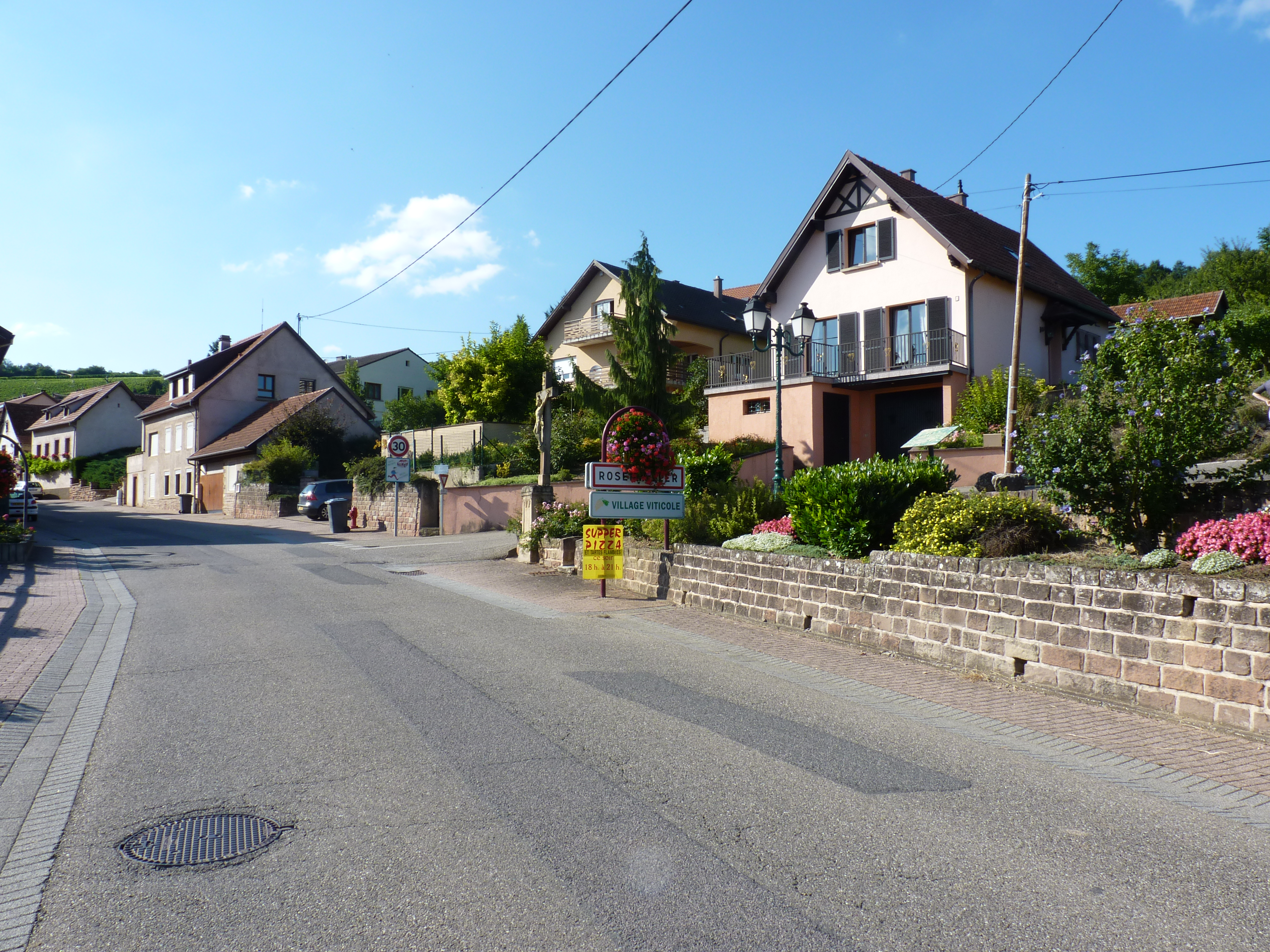
На въезде в коммуну
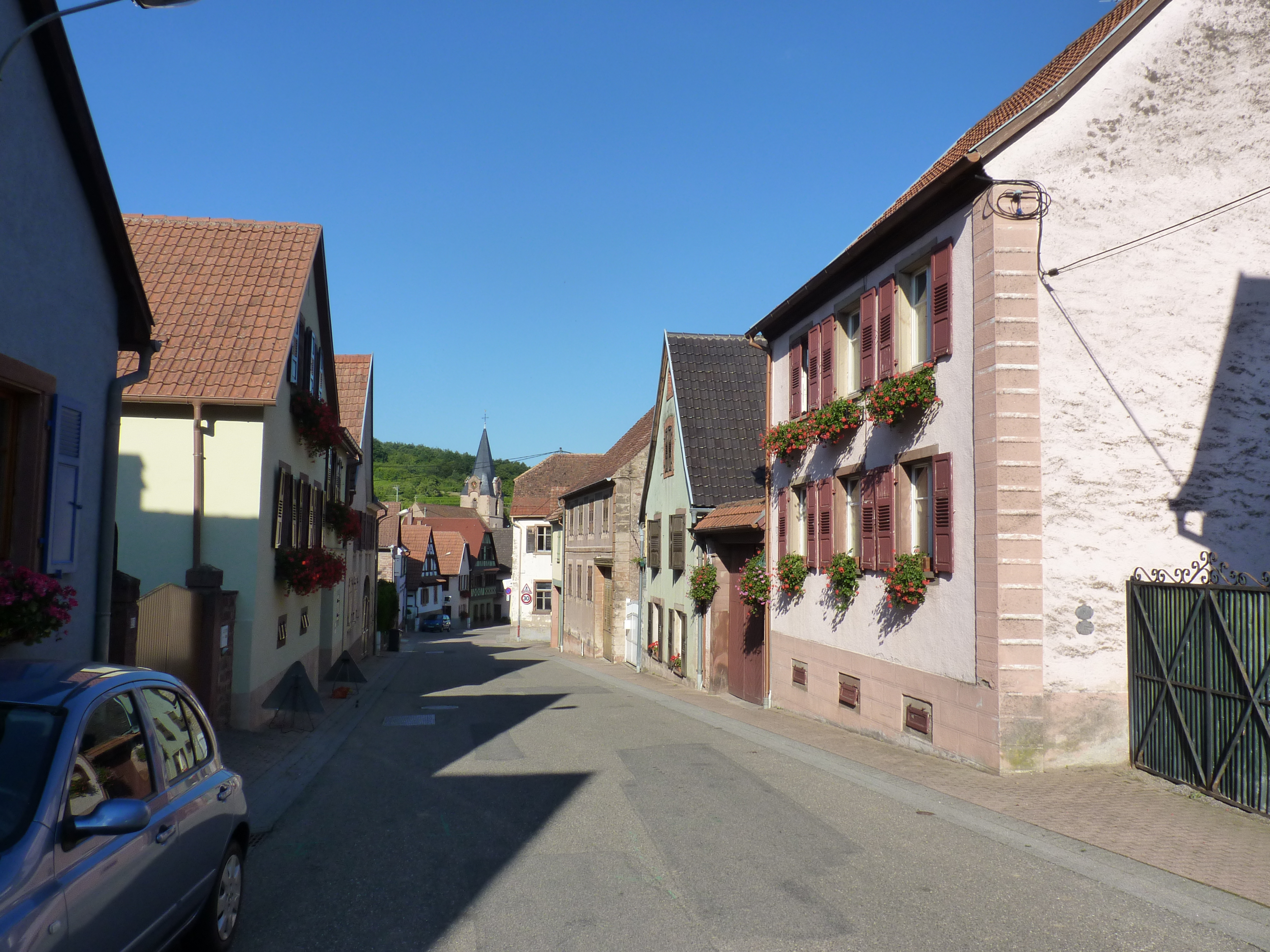
Центральная улица
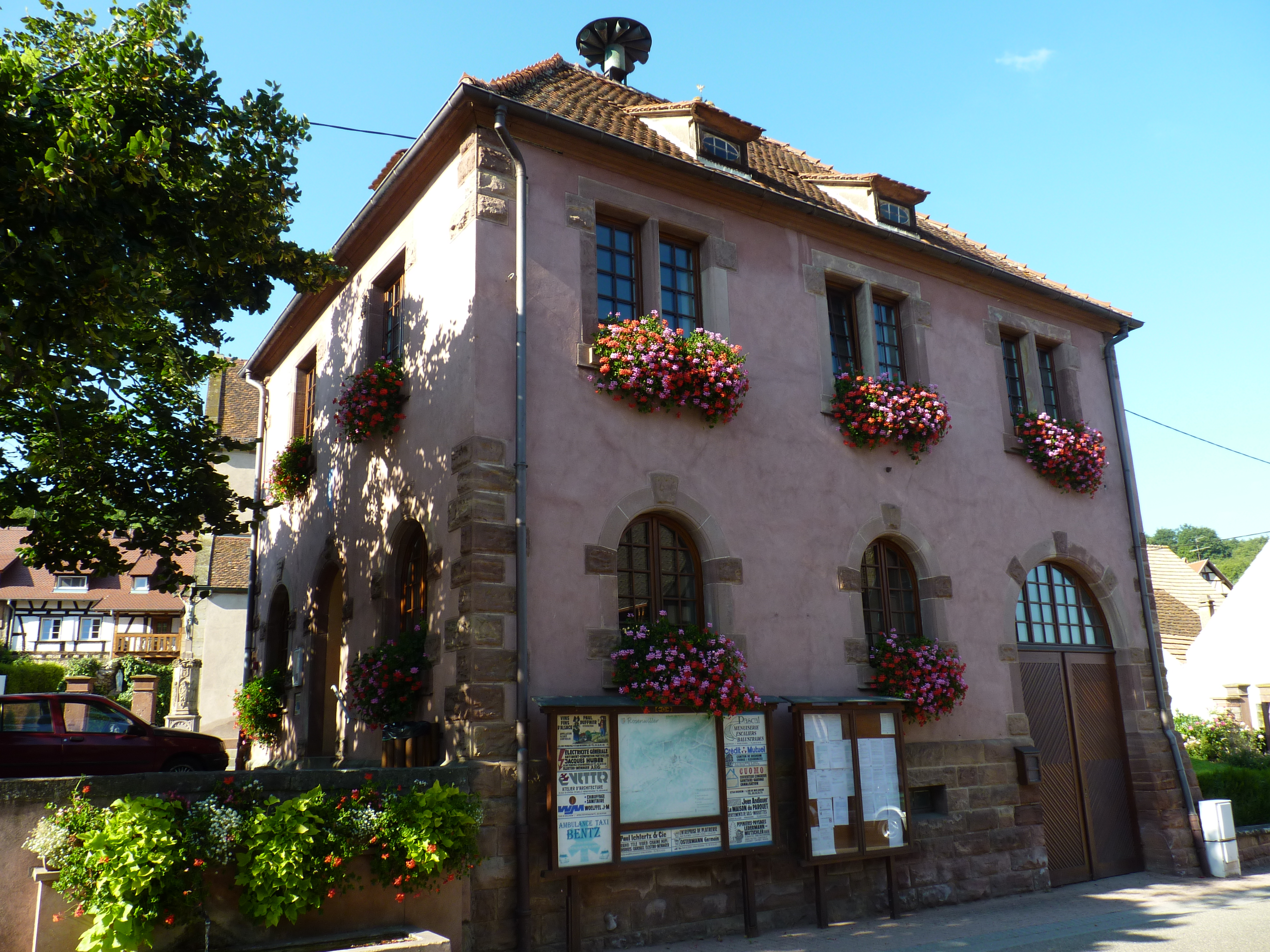
Здание мэрии
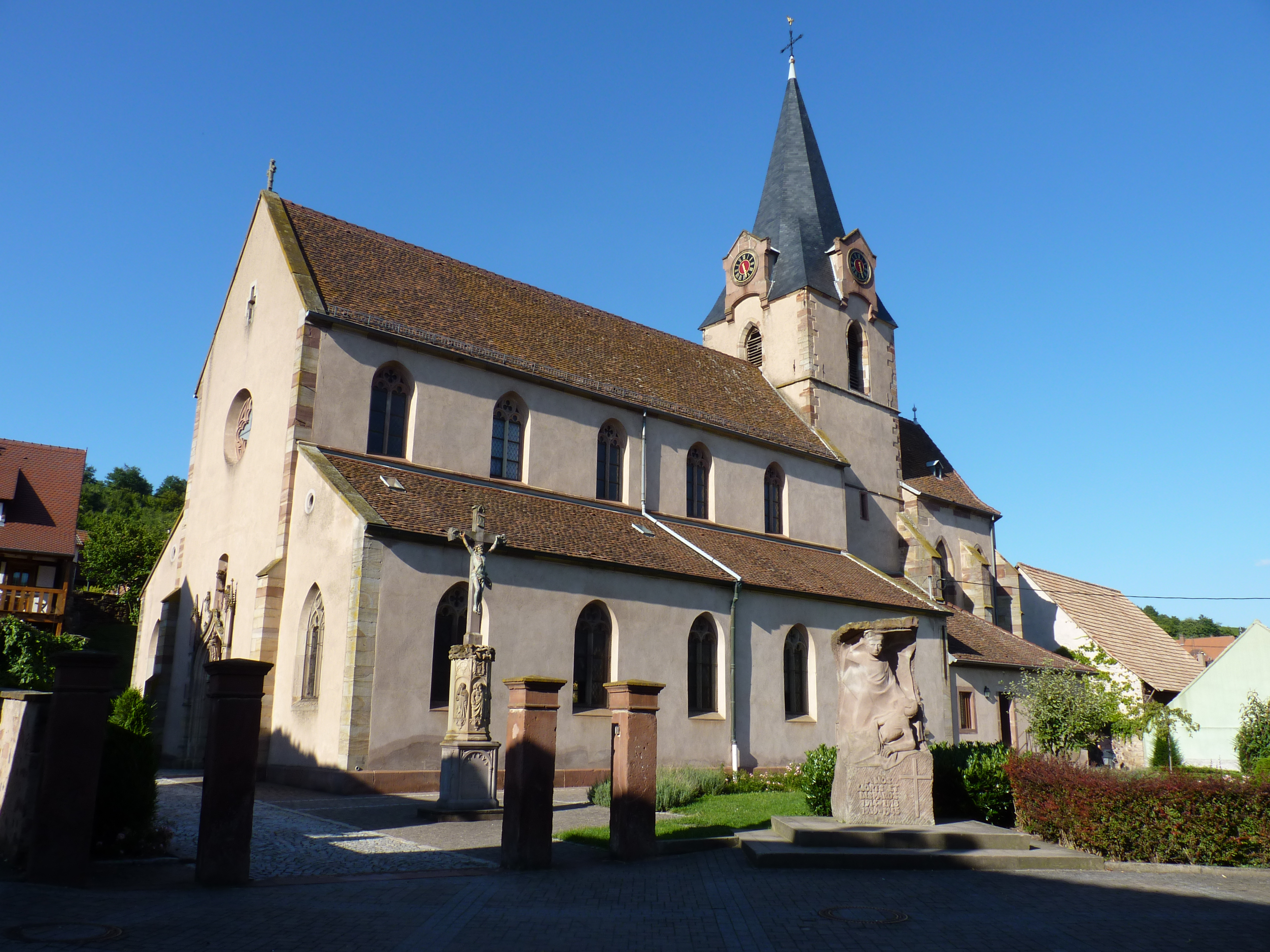
Церковь Нотр-Дам
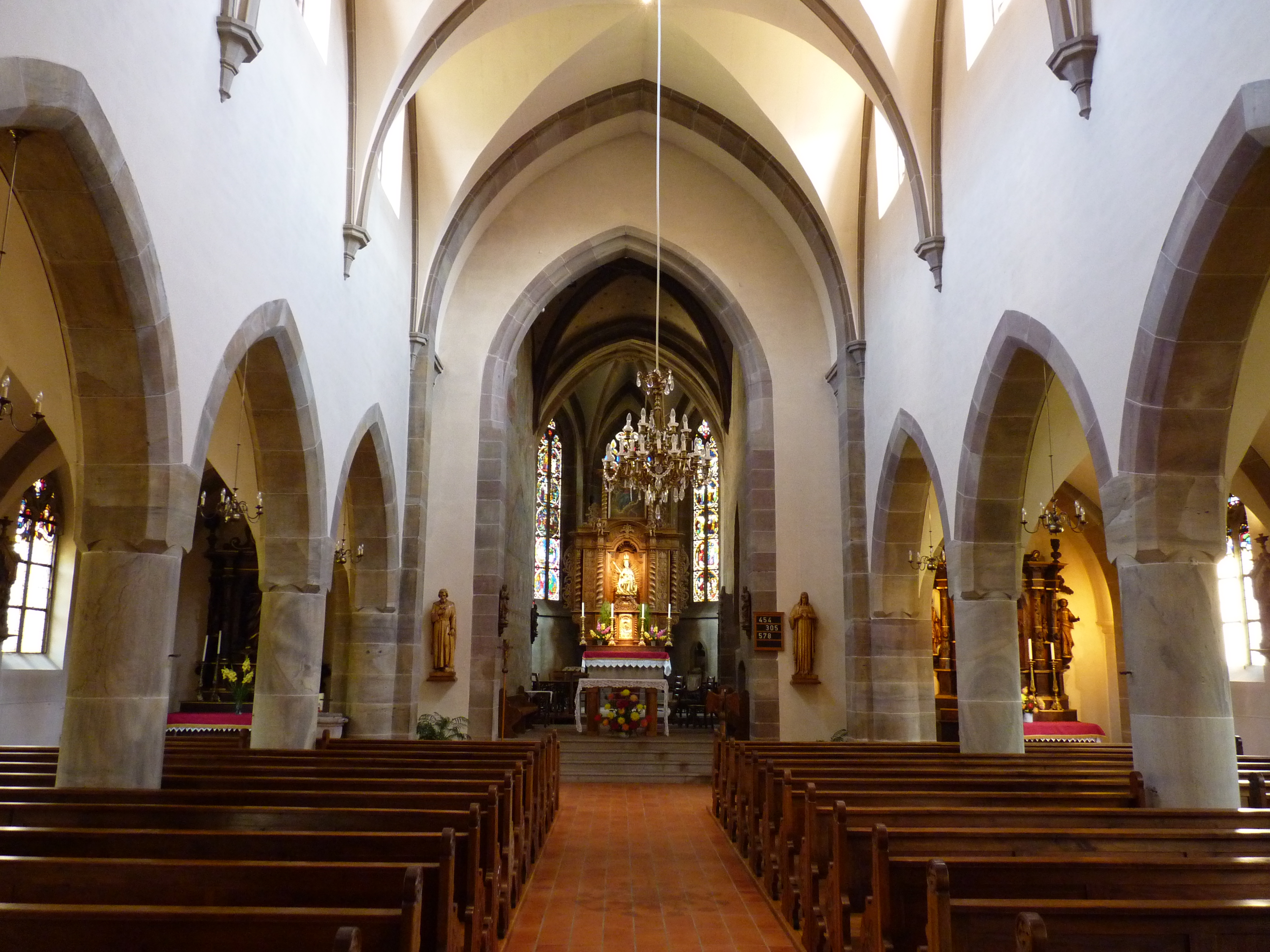
Интерьер
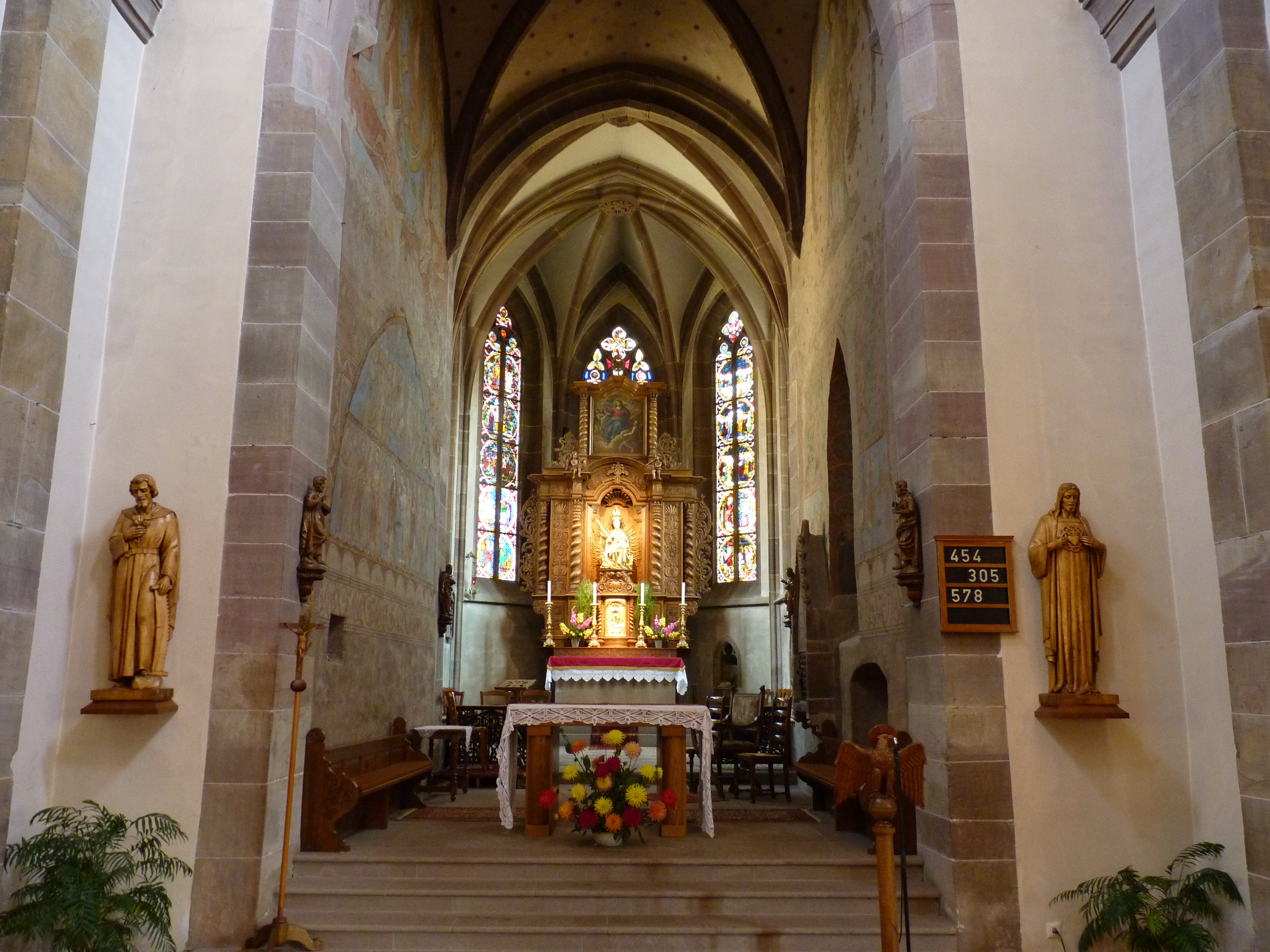
Алтарь
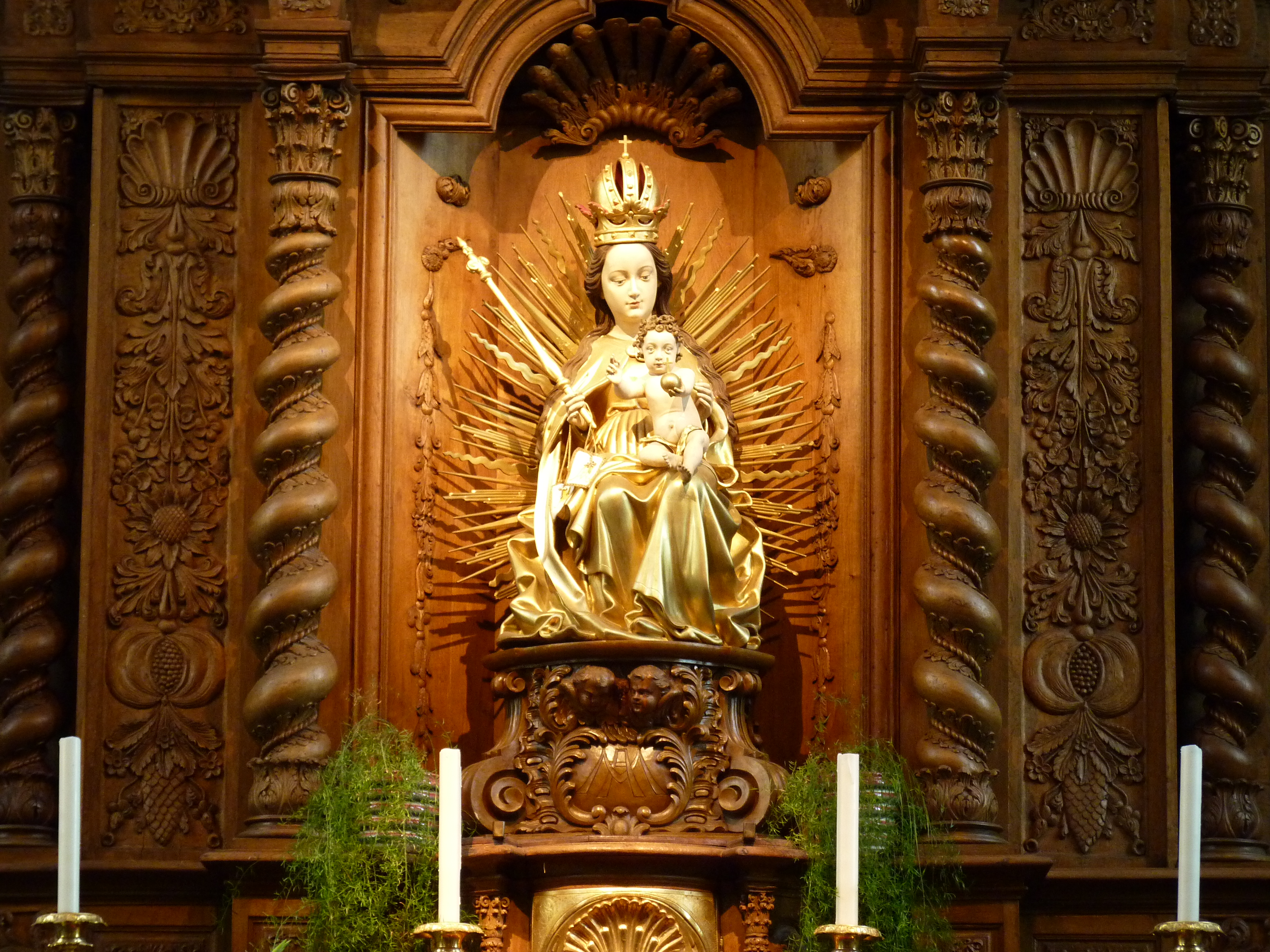
Статуя в алтаре
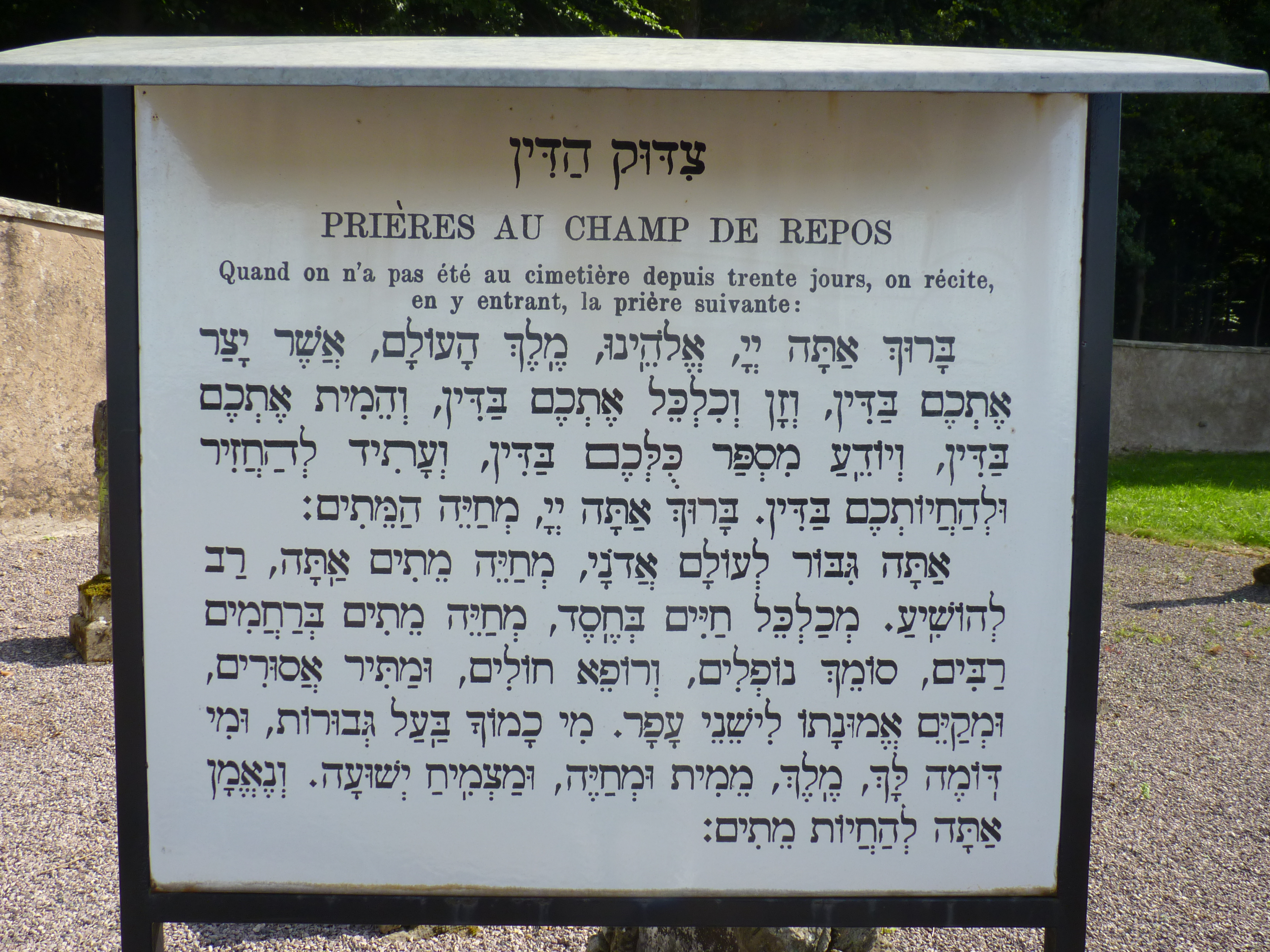
Вывеска при входе на еврейское кладбище
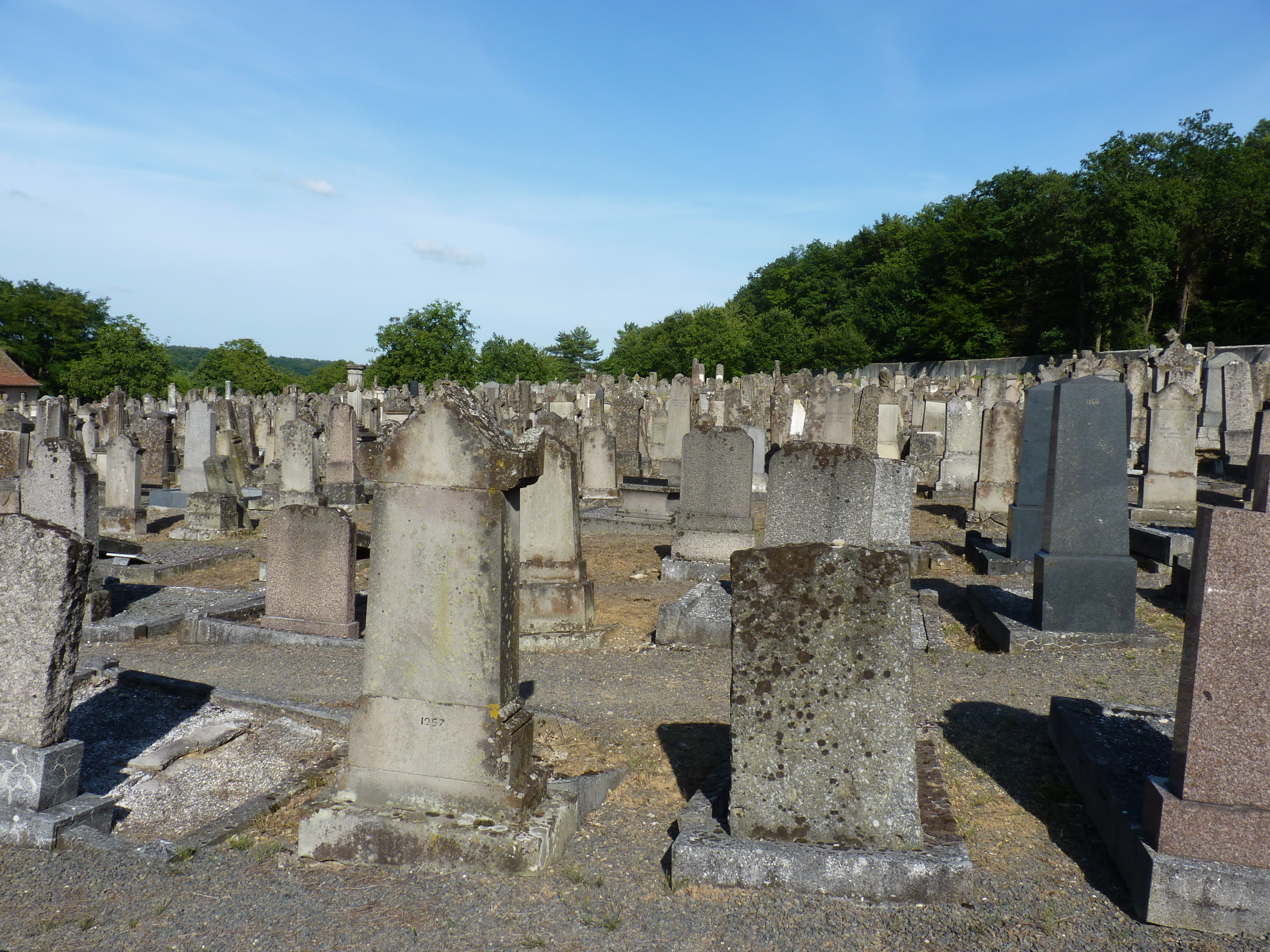
Еврейское кладбище
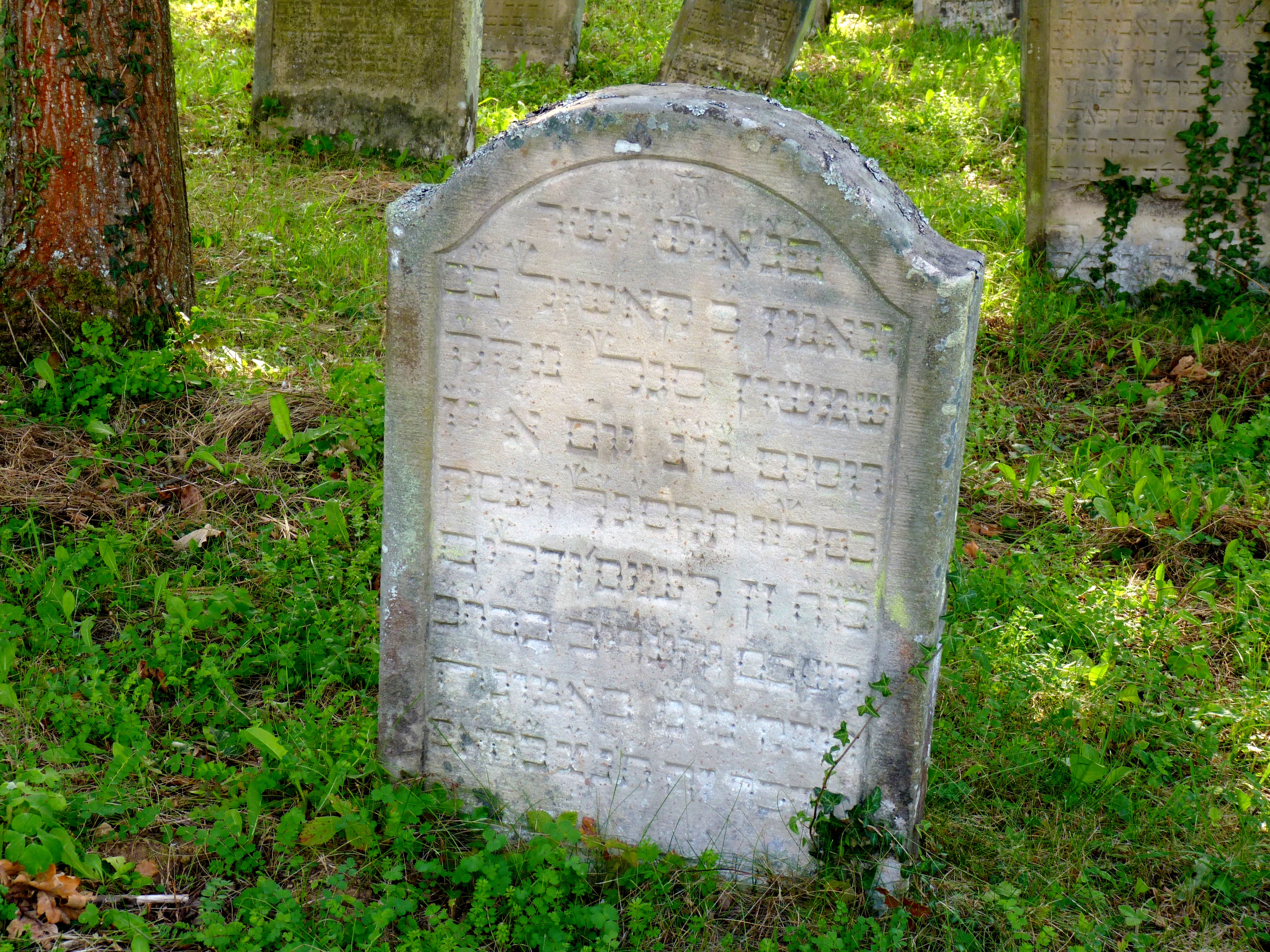
Могила
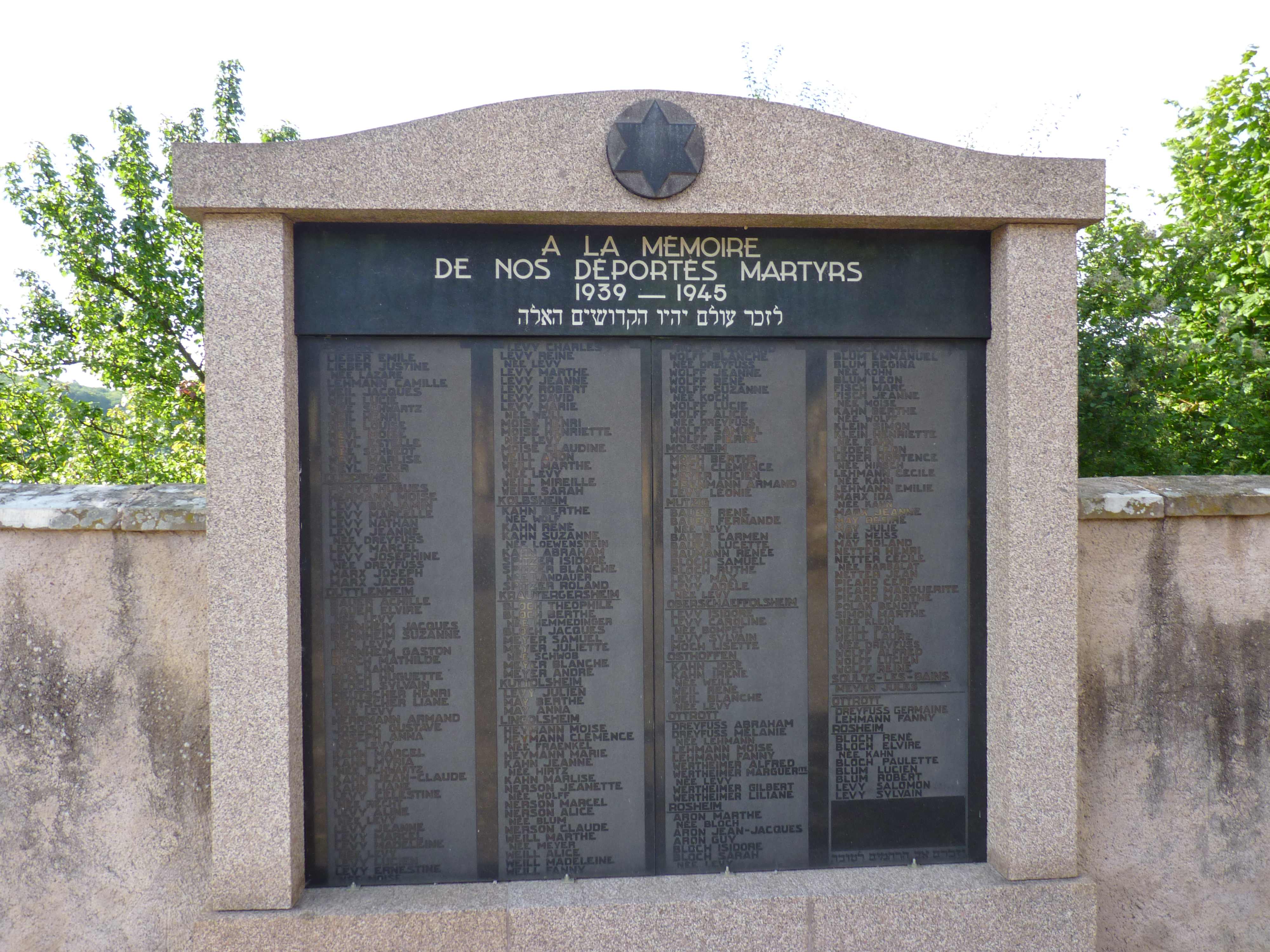
Монумент в память о депортированных евреях Эльзаса (1939—1945)